# آبی (فیلم ۲۰۰۹)
«آبی» (انگلیسی: Blue (2009 film)) فیلمی در ژانر اکشن است که در سال ۲۰۰۹ منتشر شد.
خلاصه : مردی (آکشی کومار) برای رسیدن به یک گنج با نقشه وارد زندگی دو برادر (سانجی دات و زاید خان) می شود و جان خود و آنها را به خطر می اندازد.

## بازیگران
- سانجی دات
- آکشی کومار
- لارا دوتا
- زاید خان
- کاترینا کایف
- کایلی مینوگ